# Beşiktaş JK (basket-ball)
Le Beşiktaş JK (prononcé en turc [beʃi'ktaʃ]) est un club turc de basket-ball évoluant en Süper Ligi, soit la première division du championnat de Turquie. Le club, section du club omnisports du Beşiktaş Jimnastik Kulübü, est basé dans la ville de Istanbul.

## Historique de l’équipe
Les activités pour le basket-ball ont commencé en 1933. L’équipe s’est dispersée en 1936 et a arrêté ses activités. En 1940 la branche basket-ball a été de nouveau ouverte.
En 1957 Hüdai Budanır a marqué 110 points et a battu le record en Turquie contre Karagücü dans la ligue d’Istanbul. Beşiktaş a gagné le match 110 à 46. Plus tard ce record a été battu par Erman Kunter avec 153 marqués en un seul match.
Beşiktaş a vécu ses années en or pendant les saisons 1966- 1967 et 1976-1977. Pendant cette période l’équipe a raté trois fois le championnat et a finalement remporté le Championnat de Turquie de basket-ball pour la première fois et la seule fois de son histoire en 1974-1975.
Entretemps l’équipe a aussi remporté une fois la Coupe du Ministère de la Jeunesse et du Sport, une fois la Coupe de la Direction Générale de la Culture Physique et deux fois la Coupe de la TRT. L’équipe a joué deux fois la finale de la Coupe de Turquie de basket-ball.
En 1986-1987 Beşiktaş a joué la finale de Coupe de la Présidence mais a été relégué en deuxième ligue de basket-ball en 1987-1988 et est remonté en première division la saison précédente. Entre 1970 et 1987 Beşiktaş a remporté une fois le championnat et a fini 5 fois deuxième du championnat.
L’équipe a perdu en finale 3-1 contre Efes Pilsen. Beşiktaş avait gagné la demi-finale contre Ülker İstanbul  et après 30 ans avait réussi à parvenir jusqu'à la finale.
Beşiktaş a terminé la saison 2005-2006 troisième et a été éliminé en demi-finale. La même saison Beşiktaş a terminé cinquième la phase de groupe de l’ULEB.
Beşiktaş a fini la saison 2006-2007 cinquième et a été éliminé en quart de finale (3-0) par le Galatasaray. À la Coupe d’ULEB Beşiktaş n’a pas réussi à sortir des phases de groupe et a été éliminé par Pinar Karsiyaka encore en quart de finale de la Coupe de Turquie de basket-ball.
En 2007-2008 Beşiktaş a terminé la première moitié du championnat à la première place mais a été éliminé (3-1) en demi-finale des play-off par Türk Telekom. Beşiktaş est éliminé en quart de finale de la Coupe de Turquie de Basket-ball par Efes Pilsen. En Coupe d’ULEB Beşiktaş arrive jusqu’en quart de finale contre le Galatasaray, mais a perdu la série jouée en Italie dans la ville de Turin.

## Palmarès
| Compétitions nationales | Compétitions internationales              |
| - Championnat de Turquie : - Champion (2) : 1975, 2012. - Vice-champion (5) : 1972, 1976, 1977, 1981, 1982 - Coupe de Turquie : - Vainqueur (1) : 2012. - Coupe du président de Turquie : - Vainqueur (1) : 2012. | - EuroChallenge : - Vainqueur (1) : 2012. |

## Joueurs et personnalités du club

### Entraîneurs
- 2005-2007: Ufuk Sarica ( Turquie)
- 2007-2008: Ergin Ataman ( Turquie)
- depuis 2008: Burak Bıyıktay ( Turquie)[3]

### Joueurs emblématiques
- Larry Ayuso
- Ömer Büyükaycan
- Hüseyin Beşok
- Predrag Drobnjak
- Vladimir Dašić
- Sandro Nicević
- Tomislav Ružić
- Zoran Erceg
- Mithat Demirel
- Virginijus Praškevičius
- Kerem Tunçeri
- Semih Erden
- Jacob Jaacks
- Tremmell Darden
- Khalid El-Amin
- Allen Iverson
- Brad Newley
- Ryan Broekhoff
- Daniel Ewing
- Randy Culpepper
- Randal Falker
- Rolan Roberts
- Deron Williams
- Carlos Arroyo